# Marijan Gnamuš
Marijan Gnamuš, slovenski arhitekt in industrijski oblikovalec, * 19. junij 1930, Slovenj Gradec, † marec 2022
Diplomiral je leta 1960 na ljubljanski Fakulteti za arhitekturo gradbeništvo in geodezijo. Leta 1985 je bil izvoljen za docenta na Akademiji za likovno umetnost in oblikovanje v Ljubljani. Bil je prvi tajnik leta 1964 ustanovljenega Bienala industrijskega oblikovanja v Ljubljani. Več let pa je bil zaposlen tudi v podjetju Iskra; tu so nastala njegova najpomembnejša dela s področja oblikovanja naprav za avtomatizacijo in procesno industrijo, optičnih in signalnih ter elektronskih merilnih in programatorskih naprav. Leta 1971 je prejel prvo nagrado za embalažo Eurostar v Parizu. Za digitalni merilni instrument Digimer-Iskra pa je bil leta 1974 nagrajen z nagrado Prešernovega sklada.

## sklici
1. ↑  »Marijan Gnamuš (1930- 2022)«. MAO. 4. april 2022. Pridobljeno 21. septembra 2023.
2. ↑  Enciklopedija Slovenije. Mladinska knjiga, Ljubljana 1987-2002